# Dębrzyno (Poméranie)
Pour l’article homonyme, voir Dębrzyno.
Dębrzyno est une localité polonaise de la gmina rurale et du powiat de Kościerzyna en voïvodie de Poméranie. 

## Géographie

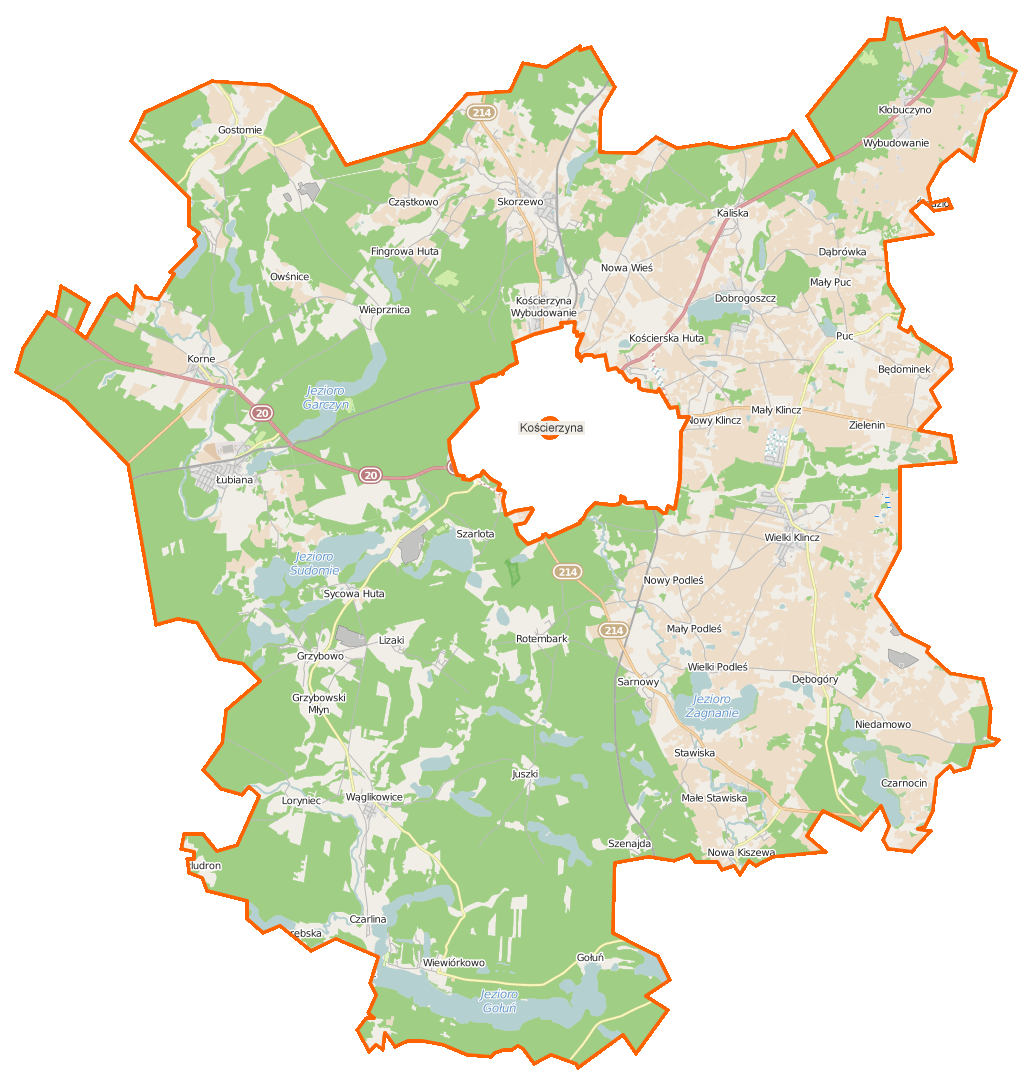
Carte de la gmina de Kościerzyna.